# Трусы пуш-ап

Увеличение ягодиц на 1,5-2 сантиметра осуществляется благодаря наполнителю в задней стенке трусов пуш-ап

Женские трусы пуш-а́п — (англ. Push up; «увеличивать, повышать») — предмет нижнего белья, который визуально улучшает форму ягодиц и придаёт дополнительный объём ягодицам или бёдрам. Эффект пуш-ап в трусах достигается за счёт наполнителя, встроенного в заднюю и/или боковую часть трусов.".

## От истоков к современности
Во все времена интерес к объёмам и пропорциям женской фигуры зависел от изменчивой моды. Так, в конце 19 столетия в моде были пышные ягодицы. Одним из аксессуаров женской одежды того времени стал фокю — валик, который дамы подкладывали под платье ниже талии. Внимание обращали не на ширину бёдер, а на обхват и окружность ягодиц (см. турнюр).

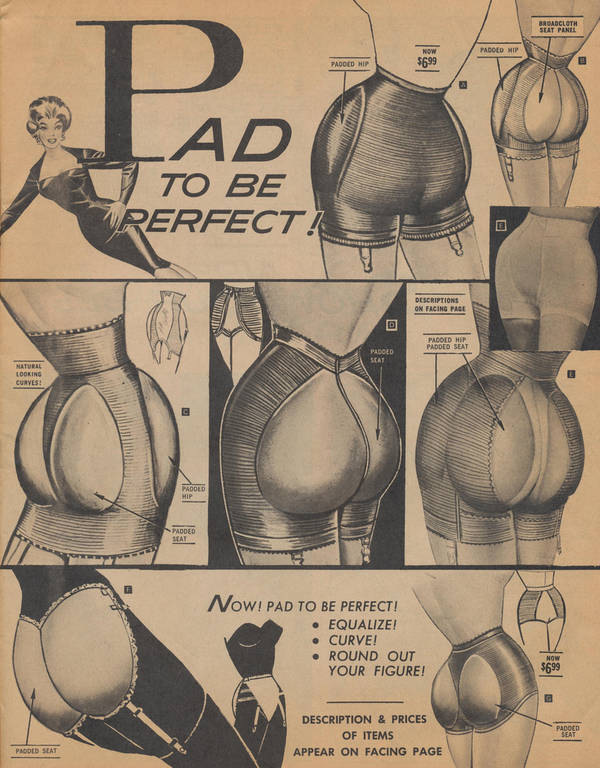
Страница из каталога 60х годов «Frederick’s of Hollywood», рекламирующее белье, делающее ягодицы и бедра крупнее

Существует мнение, что впервые подобные аксессуары использовались в театре — для создания сверх-пышных форм юбки. Как и любая новинка в модной индустрии, турнюр сначала вызвал недоумение многих женщин, но затем стал излюбленной деталью женского гардероба.
Трусы для увеличения ягодиц имеют достаточно небольшую историю. Будучи разработанными в 1960-х годах, они стали популярны как способ подражания формам мировых знаменитостей, таких, как Дженнифер Лопес, Ким Кардашьян и многих других. 
Большие размеры ягодиц и тот факт, что у женщин бедренные кости не параллельны позвоночнику, а расположены к нему слегка под углом, меняют их походку. Поэтому женщины покачивают задом самое малое на несколько сантиметров вправо и влево; эти движения могут несколько сковывать или, наоборот, подчеркивать женскую походку — в зависимости от характера, моды или ситуации. Мужчины воспринимают размер бедер и движение зада как эротический сигнал, расценивая эту часть женского тела как «волнующую».

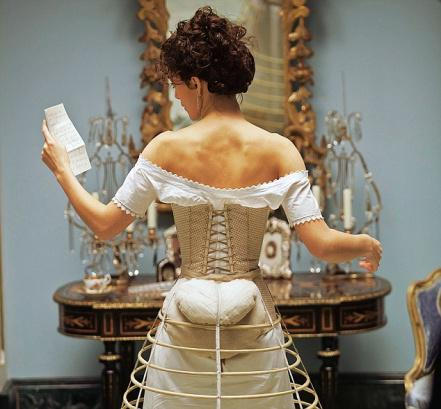
Валик, который использовался для увеличения ягодиц

В культурах разных стран существуют свои эталоны физической красоты. Однако, округлые, как часто говорится, в форме орешка, ягодицы являются признаком женской красоты практически у любого этноса. Как, например, у некоторых народов Африки и Андаманских островов. У койсанских народов (готтентоты, бушмены) наблюдаются выдающиеся под углом ягодицы, что связано с развитием жировой прослойки на генетическом уровне (стеатопигия).
В Африке же, где женщины раскованы и всеми способами показывают свои достоинства, данные им природой, зародился танцевальный стиль, давший начало популярному современному танцевальному направлению, в основе которого лежат разные виды движений ягодицами — Бути-дэнс (англ. Booty — «попа» и англ. dance — «танцевать») или тверкинг.
В Бразилии (г. Сан-Паулу) ежегодно проходит конкурс на самую красивую попу «Miss BumBum». Победительницей выбирается дама с самыми идеальными и соблазнительными шарообразными формами ягодиц. Конкурс «Miss Bumbum» пользуется в Бразилии не меньшей популярностью, чем чемпионат мира по футболу. За четыре года конкурс «Miss BumBum» из мероприятия местного масштаба превратился в международное соревнование.

## Описание и разновидности трусов пуш-ап
Существуют различные модели трусов пуш-ап: для увеличения ягодиц и/или бедер со съемным или впаянным наполнителем. Каждая из этих моделей может отличаться составом и толщиной наполнителя.

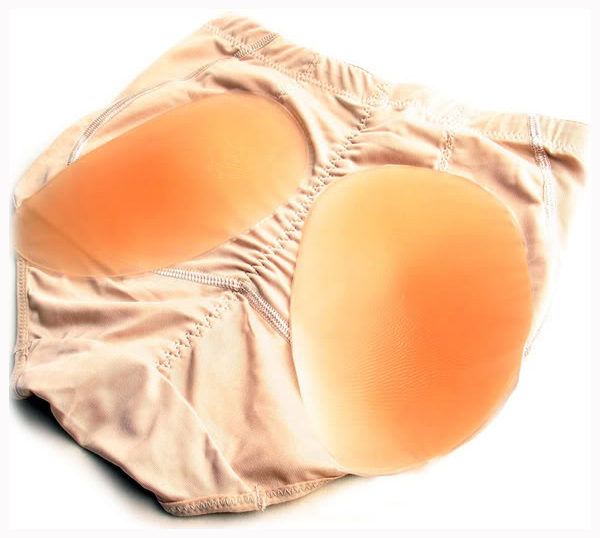
Трусы для увеличения ягодиц с силиконовыми вкладышами. Вкладыши вставляются в нашитые «кармашки» со внутренней стороны трусов.

### Материалы наполнителя
Выделяют несколько материалов для пуш-ап вставок: силикон, поролон, пенный полиуретан.
- Силикон — материал плотный и гладкий, за счет чего может «гулять» внутри вшитых в белье кармашков, располагаясь асимметрично, то есть неестественно.

Силикон — это наполнитель не пропускающий воздух, поэтому во время ношения белья с силиконом на коже появляется испарина. По отзывам женщин, трусы для увеличения ягодиц с силиконом не пользуются популярностью.
Часто, стоимость белья с силиконовыми вкладышами достаточно велика. Это связано больше не с отменным качеством продукции, а со стоимостью транспортировки этих трусиков, так как силикон — относительно тяжелый материал.
- Поролон в трусах пушап имеет хорошие дышащие характеристики, он легок и имеет привлекательную цену для покупателя. Недостатком поролона является его недолговечность — сохранять свою форму в условиях сидячей нагрузки он не будет, так как структура этого наполнителя очень легкая и «разряженная».

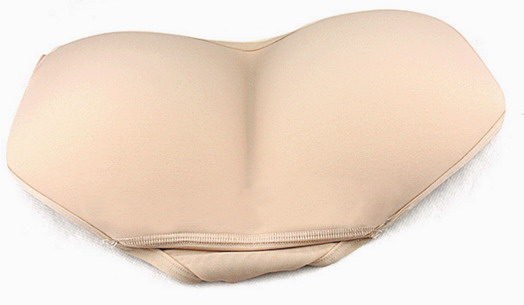
Впаянный наполнитель из пенного полиуретана

Низкая цена такого пушапа, из-за необходимости часто сменять бельё, становится неоправданно дорогой. Поролоновые вставки превосходно справляются с задачей увеличения бедер — поскольку на бедра не приходится весовая нагрузка, в отличие от ягодиц.
- Ортопедический пенный полиуретан — материал, который часто встречается в производстве орто-матрацев, подушек, стелек и проч. Из этого списка понятно, что подобный пушап наполнитель в трусиках справится с весовой нагрузкой. Имея плотную пористую структуру, этот пушап позволяет коже дышать и ощущать комфорт. Белье остается в форме даже после машинной стирки и при сидячей работе. Примером подобного белья являются трусы-бомберсы для увеличения ягодиц.

### Оформление пуш-ап наполнителя
Более естественно смотрится то бельё, в котором наполнитель для увеличения впаян во внутрь ткани трусов — так, отсутствуют нашитые карманы, дополнительные швы, и резкие переходы от своей фигуры к наполнителю. Впаянный наполнитель — это литая форма, которая не смещается во время активных движений, имеет анатомическую форму, и позволяет белью с эффектом пуш-ап выглядеть даже под тонкой одеждой как обычные трусики, не вызывая подозрений у окружающих.
В моделях, для увеличения бедер и ягодиц одновременно, используется вынимаемый наполнитель. За счет того, что форма бедра совмещена с формой ягодицы белье незаметно под одеждой и выглядит естественно.

### Различия в моделях

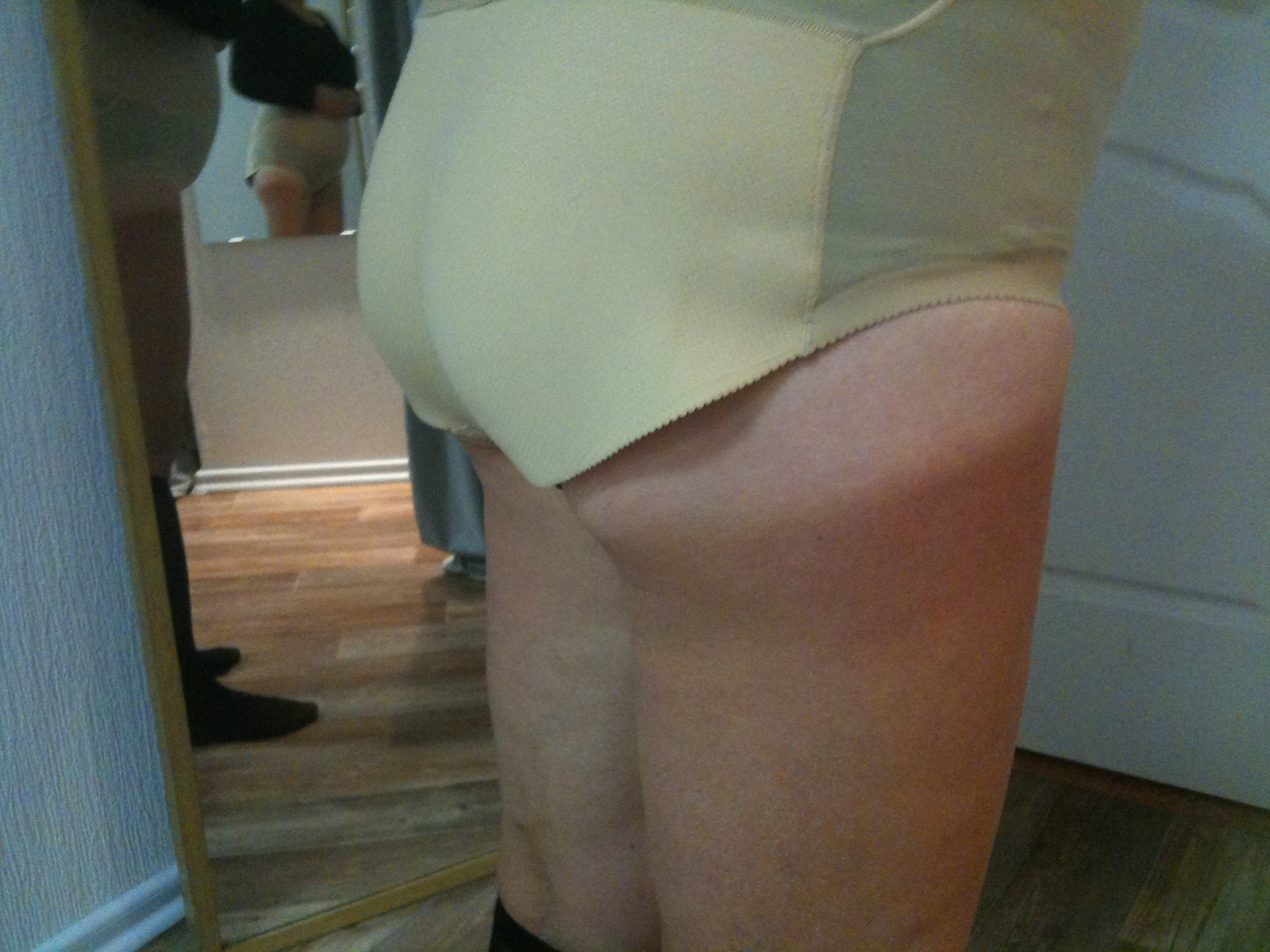
Пустоты, если объема ягодиц не хватает до литой формы бесшовных трусов пуш-ап.

Существует 2 типа трусиков для увеличения форм: бесшовные трусы и трусы с обработанными краями.
- Бесшовные трусы пуш-ап имеют литой наполнитель и обрезные лазером края. Обрезается белье по контуру в самом тонком месте. Именно поэтому, со временем, края бесшовного белья могут заворачиваться во внешнюю сторону.

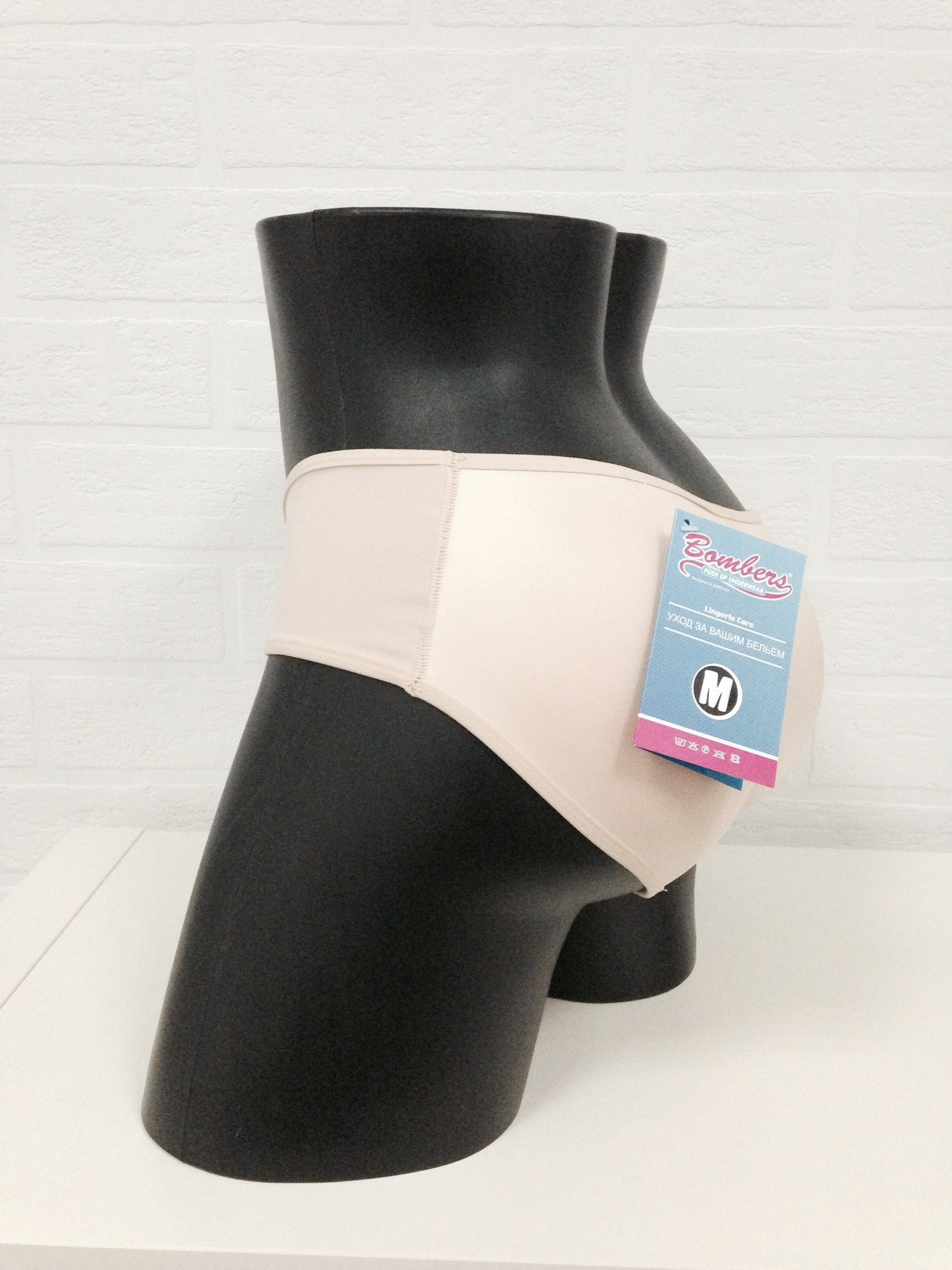
Трусы-бомберсы для увеличения ягодиц с литым наполнителем и обработанными краями.

Бесшовное белье чаще подходит тем женщинам, которые имеют хорошую форму ягодиц и желают сделать на них дополнительный акцент. Края бесшовного белья не обработаны эластичной бейкой (кантом), и, если собственного объема не хватает до бесшовной формы, края не будут прилегать к фигуре, оставляя пустоты. Подобный эффект часто возникает если подобран бюстгальтер пуш-ап с чашкой большего размера — пустая кромка выделяется под одеждой.
- Трусы пуш-ап с обработанными краями имеют тонкую эластичную бейку, которая охватывает любые перепады объема и создает красивую форму ягодицам. Особенно хороша эта модель в случае, если на ягодицах имеются так называемые «ямки». Кант проходит по самому тонкому месту наполнителя — по периферии, тем самым не увеличивая его толщину. Белье с обработанными краями лучше переносит стирку и дольше остается в форме: края не «волнятся» и не растягиваются.

## Для кого это бельё?
Белье для увеличения ягодиц обычно интересно не только модницам, которые хотят быть в центре событий индустрии красоты, но и…
- в случае необходимости сбалансировать фигуру: пропорции груди и бедер (при типе фигуры «перевернутый треугольник»)
- для мотивации себя занятиями спортом. Как ни странно, многие девушки, ощутив результат от белья бомберс, посещают тренажерный зал с большим энтузиазмом
- в случае, если намечается повод надеть наряд с приталенным силуэтом
- среди женщин, испытывающих дискомфорт при долгой сидячей работе
- часто приобретение трусов pushup связано с желанием некоторым образом решить возникающие проблемы со здоровьем. К таким можно отнести: атрофия мышц ягодиц, малый объём ягодиц и их опущение, травмы, изменения мышечной ткани ягодиц после операций, медицинских процедур (например, уколы). Таким образом, изобретение трусов пуш-ап часто позволяет избегать рисков дорогостоящей пластической операции — глютеопластики[6]. Слева модель в обычном нижнем белье, справа — в трусах для увеличения ягодиц. Увеличение на 2 см

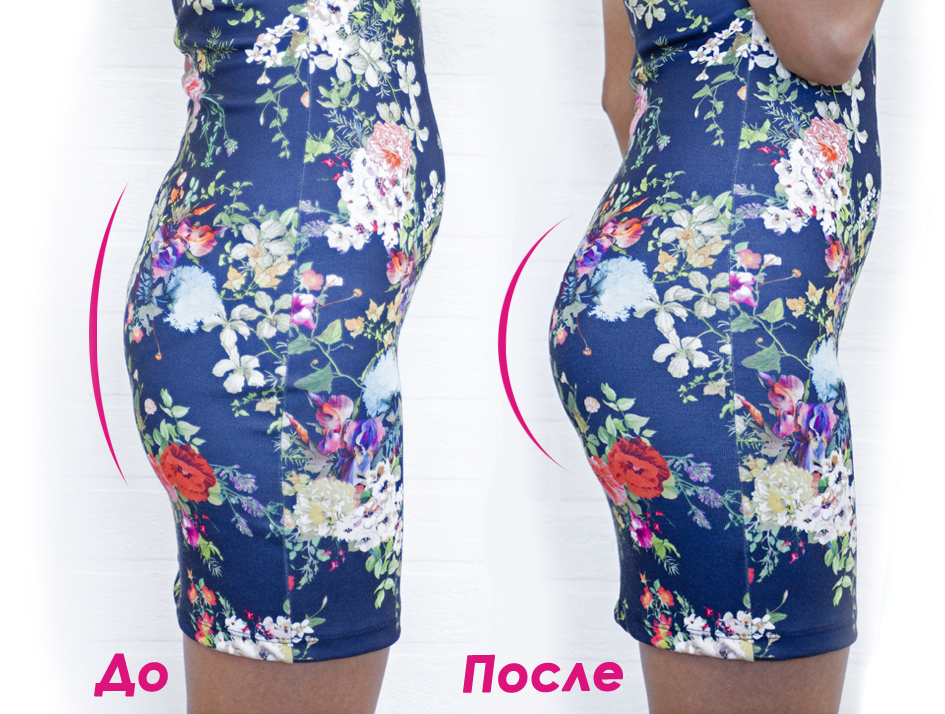
Слева модель в обычном нижнем белье, справа — в трусах для увеличения ягодиц. Увеличение на 2 см